# Stemma delle Terre Australi e Antartiche Francesi
Lo stemma delle Terre Australi e Antartiche Francesi, adottato il 4 settembre 1954, fu disegnato dall'araldista Suzanne Gauthier, su richiesta dell'ex amministratore del territorio Xavier Richert.

## Descrizione
Lo stemma delle Terre Australi e Antartiche Francesi è composto al centro da uno scudo quadripartito. In senso orario, i riquadri riportano all'interno rispettivamente un'aragosta, un iceberg, un pinguino reale e un cavolo delle Kerguelen. Nel primo e il terzo riquadro, a sfondo giallo, le figure rappresentate sono di colore nero, mentre nel secondo e nel quarto, a sfondo azzurro, sono di colore argento.
Lo scudo è timbrato da un arcobaleno dorato sul quale sono poste tre stelle a cinque punte dello stesso colore e la scritta «TERRES AUSTRALES ET ANTARCTIQUES FRANÇAISES». Dietro l'arcobaleno sono poste due ancore argentee.
Come supporto sono usati due elefanti marini di colore argento.

## Significato
Le immagini riportate nello scudo stanno a rappresentare ognuno dei distretti in cui sono suddivise le Terre australi e antartiche francesi, fatta eccezione per le isole sparse dell'Oceano Indiano:
- l'aragosta simboleggia le isole Saint-Paul e Nuova Amsterdam, di cui ne sono ricche le acque;
- l'iceberg simboleggia la Terra Adelia, sita in Antartide;
- il pinguino reale simboleggia le isole Crozet, la quale ne ospita la più grande colonia;
- il cavolo delle Kerguelen simboleggia le isole Kerguelen, delle quali esso è una specie endemica.